# Comuna Viișoara, Glodeni
Comuna Viișoara este o comună din raionul Glodeni, Republica Moldova. Este formată din satele Viișoara (sat-reședință) și Moara Domnească. Se învecinează cu satele Ciuciulea, Chetriș și Cuhnești.

## Demografie
Conform datelor recensământului din 2014, comuna are o populație de 1.765 de locuitori. La recensământul din 2004 erau 2.010 locuitori.

## Administrație și politică
Componența Consiliului local Viișoara (9 consilieri), ales la 5 noiembrie 2023, este următoarea:
|  | Partid                                        | Consilieri | Componență | Componență | Componență | Componență |
|  | --------------------------------------------- | ---------- | ---------- | ---------- | ---------- | ---------- |
|  | Partidul Dezvoltării și Consolidării Moldovei | 4          |            |            |            |            |
|  | Partidul Acțiune și Solidaritate              | 4          |            |            |            |            |
|  | Partidul Socialiștilor din Republica Moldova  | 1          |            |            |            |            |

## Societate
În comună activează două biblioteci, două case de cultură, un gimnaziu, un oficiu poștal și doua puncte medicale. Satul Viișoara dispune de o impunătoare biserică, iar la Moara Domnească biserica este în constructie, în prezent activând doar un paraclis pentru unele slujbe bisericești.